# 李広
李 広（り こう、? - 紀元前119年）は、前漢の将軍。文帝・景帝・武帝に仕えた。飛将軍の綽名でも知られる。武勇に優れていたが戦功を認められることなく憤死した。本貫は涼州隴西郡成紀県（現在の甘粛省天水市秦安県）。秦の大将軍の李信の子孫にあたる。従弟に丞相になった李蔡、孫に李陵がいる。 

## 生涯

### 飛将軍
| 姓名           | 李広 |
| 時代           | 前漢時代 |
| 生没年         | 生年不詳 - 紀元前119年（元狩4年） |
| 字・別号       | 漢の飛将軍（綽名） |
| 本貫・出身地等 | 涼州隴西郡成紀県 |
| 職官           | 漢中郎〔前漢〕→武騎常侍〔前漢〕 →隴西都尉〔前漢〕→騎郎将〔前漢〕 →驍騎都尉〔前漢〕→上谷太守〔前漢〕 →上郡太守〔前漢〕→隴西太守〔前漢〕 →北地太守〔前漢〕→雁門太守〔前漢〕 →代郡太守〔前漢〕→雲中太守〔前漢〕 →上郡太守〔前漢〕→未央衛尉〔前漢〕 →驍騎将軍〔前漢〕→右北平太守〔前漢〕 →郎中令〔前漢〕→後将軍〔前漢〕 →郎中令〔前漢〕→前将軍〔前漢〕 |
| 爵位・号等     | - |
| 陣営・所属等   | 文帝→景帝→武帝 |
| 家族・一族     | 子：李当戸 李椒 李敢 孫：李陵 李禹 一族：李蔡〔従弟〕 |

紀元前166年、匈奴征伐に功があり、郎となり文帝の側に騎士として仕えた。狩猟に付き従った際に猛獣を接近戦で殺すという武勇を見せ、それを見た文帝に「君が高祖の時代に生まれていれば1万戸の侯にもなれたであろうなあ……」と言わしめた。
景帝の時代には驍騎都尉に任ぜられ、周亜夫の下で呉楚七国の乱を鎮圧する功績を立てた。ただし、梁王劉武の将軍に任じられていたため、漢からは恩賞を受けられなかった。
後に上谷太守、上郡太守となった。その時に10倍の匈奴軍に囲まれたことがあったが、わざとゆっくり後退し伏兵があるように見せかけたため、匈奴軍は追わずに引き揚げた。その後、隴西、北地、雁門、雲中の太守（いずれも漢の北辺で匈奴に近い）を歴任する。この頃には匈奴から「飛将軍」と怖れられていた。のちに武勇に優れた武将は李広になぞらえ飛将軍と呼ばれることがあり、後漢末期の武将の呂布も飛将軍と呼ばれた。

### 悲運の将
武帝の時代には、武帝に彼を薦める者が多かったため衛尉に昇進した。
武帝が馬邑に匈奴を誘い出して攻撃しようとした際には、驍騎将軍として従軍するが功績はなかった。紀元前129年には匈奴との戦いに敗れて捕虜となった。その後、脱出して長安に戻ったが、罪を問われ平民に落とされた。
のち、右北平太守に復帰、郎中令に遷った。
しばしば匈奴と戦うがよい戦果を得られず、紀元前119年の匈奴攻撃の時には李広は高齢を理由に外されそうになった。李広はこれに猛抗議してようやく参戦が許された。しかし、前将軍であったのが、武帝の密命を受けた大将軍衛青によって搦手の軍に回された。李広は不服であったがそれに従って別方面から進軍したが、たまたま道案内がいなかったため、道に迷って匈奴との戦いに遅れてしまった。衛青がそのことに対しての報告書を出そうと李広の部下を詰問したところで、李広は思わず、
「わしは成人してからこのかた匈奴と大小七十数回戦った。今回幸運にも衛青大将軍に従って単于の兵と戦える機会に恵まれながら、大将軍の衛青がわしを後方の部隊に回したため道に迷って遠回りをする羽目になった。これが天命でなくてなんであろうか!」
と叫び、そのまま自刎した。これを聞いた李広の配下の将校はもちろん、民衆も李広の死を聞いて老若男女の区別なく涙したという。

## 李広の子孫
李広の末子の李敢は父の死のことで衛青を恨み、酒宴の席で衛青を殴打した。衛青はこれを隠し不問としたが、このことを知った衛青の甥の霍去病は恨みに思い、李敢を狩猟場で射殺した。
李広の長男は李当戸といい父譲りの武人だったが、武帝の側近の韓嫣という寵臣が不遜な態度であったため、李当戸は彼を殴った。その果敢さを見た武帝は彼を有能と評したが、その李当戸は早世した。その遺児が李陵である（詳細は李陵を参照）。
また李敢には李椒という次兄がいたがこれも長兄同様に早世した。さらに李敢は二人の子がいた。男子は李禹と言い、吝嗇で金銭の執着が強かった。女子はまた李禹の姉で、皇太子の劉拠の側室となったので、李禹は戾太子（劉拠）に信頼されてその近侍となった。だが、従兄の李陵が匈奴に帰順すると、彼も李陵の後を追って匈奴に逃げようとしていると告げる者があり、刑死した。
李陵はのち匈奴に降ったため、李陵の妻子と母は、李陵が匈奴に下って匈奴の手助けをしているという情報が入るとまとめて処刑され、彼を擁護した司馬遷も宮刑に処された。李陵が降伏し家族が処刑されて以来、隴西では李氏のことを恥じたという。
なお、五胡十六国時代に西涼を建国した李暠は李広の末裔を称している。そして、唐の詩人李白が李暠の九世の孫であるとされる。

## 逸話

### 桃李言わざれども下自ずから蹊を成す
李広は清廉な人物であり、泉を発見すれば部下を先に飲ませ、食事も下士官と共にし、全員が食事を始めるまで自分の分には手をつけなかったという。後に司馬遷はこの人柄について触れ、「桃李言わざれども下自ずから蹊を成す」（とうりものいわざれどもしたおのずからみちをなす）（桃や李（スモモ）の木は何も言わないが、その下には自然と人が集まって道ができる）と評した。
なお、日本の大学である成蹊大学や大阪成蹊大学などの名はこれを出典とする。俳優の松坂桃李の名前の由来のひとつでもある（読みがなは「とおり」）。

### 虎と見て石に立つ矢のためしあり
李広は虎に母を食べられて、虎に似た石を射たところ、その矢は羽ぶくらまでも射通した。のちに石と分かってからは矢の立つことがなく、のちに石虎将軍といわれた。このことを揚子雲にある人が話したところ、子雲は「至誠なれば則ち金石、為に開く」（誠心誠意で物事を行えば金石をも貫き通すことができる）と言った（『西京雑記』）。
小説水滸伝の登場人物で弓の名手である花榮は、この逸話になぞらえ「小李広」と呼ばれる。

## 家族
- 子
  - 李当戸 - 長男
  - 李椒 - 次男
  - 李敢 - 末子
- 孫
  - 李陵 - 李当戸の末子
  - 李禹 - 李敢の嫡子

## 小説
- 塚本靑史『飛将軍李広』（角川書店、2009年10月1日　ISBN 978-4758411431）